# Adolf Dassler
Adolf "Adi" Dassler (Herzogenaurach, 3 de novembro de 1900 — Herzogenaurach, 6 de setembro de 1978) foi um sapateiro e empresário alemão, fundador da empresa de material esportivo Adidas. Deu à companhia o nome de Adidas devido a seu apelido (Adi), junto com as iniciais do sobrenome (Das, Dassler).

## Biografia
Adi Dassler iniciou a vida como padeiro. Começou a produzir seus próprios sapatos esportivos na lavanderia da casa materna, após seu retorno da I Guerra Mundial. Seu pai, Christoph, havia trabalhado numa fábrica de calçados e deu-lhe apoio no início do negócio. Em 1924 seu irmão Rudolf Dassler juntou-se à iniciativa.
Já nos Jogos Olímpicos de Verão de 1928 a companhia equipava vários atletas.
Por causa de disputas pessoais, Rudolf Dassler deixou a companhia em 1947 e fundou a concorrente Puma AG. Após essa cisão, Adolf batizou seus materiais com a marca Adidas, baseada em seu nome. A empresa estava assim fundada no ano de 1949.
Equipado com chuteiras Adidas, a Seleção Alemã Ocidental de futebol venceu a Copa do Mundo de 1954, debaixo de forte chuva. Em 2003 o filme "Das Wunder von Berna" (O milagre de Berna) reconta a história desse triunfo, apresentando os calçados de Dassler como chave para o sucesso do time e, ainda mais, da nação: a vitória proporcionou uma verdadeira injeção de ânimo para a Alemanha de pós-guerra, e a inclusão da Adidas no filme pode ser vista como uma grande publicidade da companhia.
Horst, filho de Adi Dassler, estabeleceu uma sucursal da Adidas, na França, em 1959, iniciando a expansão internacional da empresa. Em 1973, Horst fundou a Arena, marca para a produção de equipamentos de natação. 
Após a morte de Adi, em 1978, seu filho e a esposa Käthe assumiram a administração da empresa. Em 1989 a Adidas converteu-se em companhia limitada, permanecendo uma propriedade familiar até a sua abertura de capital em 1996. 